# Ankhesenpepi II.
Ankhesenmerire II. ili Ankhesenpepi II. vladarsko je ime kraljevske supruge u Šestoj dinastiji Starog egipatskog kraljevstva. Njezin prvi muž bio je faraon Pepi I. (2332. pr. Kr. - 2283. pr. Kr.) kojemu je vladarsko ime bilo Merire. Njeno ime Ankhesenpepi/Ankhesemerire značilo je "Njen život pripada Pepiju" odnosno "Njen život pripada Merireu". Isto je ime nosila i njezina starija sestra Ankhesenpepi I. ili Ankhesenmerire I.
Ankhesmmerire II. je bila glavna supruga Pepija I. Poslije njegove smrti postala je glavna supruga njegova sina a svog pastorka Merenrea. (2287. pr. Kr. - 2278. pr. Kr.). Poslije Merenreove smrti, kada je Pepi II. imao, po jednima 6, a po drugima 9 godina, Ankhesmmerire II. je sama bila namjesnica kraljevstva u ime Pepija II.
Njena grobnica u Sakari opremljena je iznutra hijeroglifima čija je namjena osigurati besmrtnost. Ona je prva kraljica kojoj je omogućen taj privilegij, dotad rezerviran samo za faraone.